# 다카스기촌
다카스기촌(高杉村)은 아오모리현 나카쓰가루군에 설치되었던 촌이다.

## 연혁
- 1889년 4월 1일 - 정촌제 시행에 의해 나카쓰가루군의 5촌을 합병해,다카스기촌이 발족하였다.
- 1949년 10월 1일 - 나카쓰가루군 후나자와촌으로 경계의 일부를 변경하였다.
- 1955년 3월 1일 - 히로사키시에 편입되어 소멸하였다.